# Stromkern
Stromkern sind ein amerikanisches Musikprojekt, welches 1994 von James „Ned“ Kirby gegründet wurde. Musikalisch zeichnet sich die Band Stromkern durch eine Mischung der Genres Hip-Hop und Elektro aus.

## Karriere
Vor der Gründung von Stromkern arbeitete Kirby als DJ in Madison, Wisconsin und experimentierte unter dem Namen Flowers for Ravers. Unzufrieden mit der Musik, die er als DJ aufnahm, beschloss er, ein eigenes Musikprojekt zu gründen. Neben deutschen Ausdrücken wie beispielsweise Aussicht vom Rande der Nacht enthielten seinen frühen Werken auch ein Cover von Nick Caves The Mercy Seat. Diese ersten Songs erfreuten sich auf Samplern großer Beliebtheit und Stromkern kam beim deutschen Label Kodex/Sushia Light unter Vertrag. Bald hierauf folgte der erste Erfolg für Stromkern mit dem Album Flicker Like a Candle. Heute stehen Stromkern in Europa bei Dependent Records und in Nordamerika bei WTII Records unter Vertrag.
Nach zwei erfolgreichen Alben und einigen Singles als Solo-Künstler holte sich Kirby seinen Freund und Musikproduzenten Kelly Shaffer für die Aufnahme des Albums Armageddon mit ins Boot. Des Weiteren traten der Band die Live-Mitglieder Matt Berger, Rob Wentz und später auch Tyler Newman für die Aufnahme des Albums Light it up bei.

## Diskografie

### Singles/EPs
- Flicker Like a Candle EP (Kodex/Sushia Light, 1997)
- Night Riders EP (Scanner, 2000)
- Re-align EP (WTII Records (U.S.) / Scanner (EU), 2002)
- Stand Up Single (EU) (Dependent Records, 2005)
- Stand Up Single (U.S.) (WTII Records, 2005 - Geändertes Tracklisting)
- Reminders Single (U.S.) (WTII Records, 2006)
- Reminders Single (EU) (Dependent Records, 2006 - Geändertes Tracklisting)
- Hindsight Single (EU) (Dependent Records, 2006 - Nur online veröffentlicht)
- Dead Letters EP

### Alben
- Dämmerung Im Traum (Scanner (EU) / WTII Records (U.S.), 1999)
- Flicker Like a Candle (Millennium Edition) (Scanner (EU) / WTII Records (U.S.), 2001)
- Armageddon (Scanner (EU) / WTII Records (U.S.), 2001)
- Armageddon/Perfect Remix (Limited 2CD) (Scanner (EU) / WTII Records (U.S.), 2001)
- Light It Up (WTII Records (U.S.) / Dependent Records (EU), 2005)